# Kamil Halbich
Kamil Halbich (* 30. září 1966 Liberec) je český divadelní a filmový herec a dabér.

## Život
Narodil se v Liberci, kde vystudoval místní gymnázium. V roce 1984 se poprvé objevil na divadelních prknech v místním Divadle F. X. Šaldy, a to ve hře Podivné odpoledne dr. Zvonka Burkeho. Po maturitě odejel do Prahy na studium DAMU, kde ho vyučovala herectví Daniela Kolářová. Současně se začal objevovat v Divadle Na zábradlí a v Národním divadle. První větší rolí, ve které na sebe upozornil televizní diváky, byla postava poručíka Bílka v seriálu Chlapci a chlapi.
DAMU úspěšně absolvoval v roce 1990. Od té doby hrál v Divadle pod Palmovkou ve hrách Hamlet, Idiot, Jakub a jeho pán, v Divadle v Řeznické (například v Hello, Dolly!), v Divadle Rokoko (Nic svatého) a v CD 94 (Bouře). Mohli jsme ho vidět i na Letních shakespearovských slavnostech v představeních Večer tříkrálový, Zkrocení zlé ženy, Romeo a Julie.
Od roku 1992 je členem souboru Švandova divadla na Smíchově, k vidění byl v inscenacích Brýle Eltona Johna (Bill), Ženitba (Podkolatov), Mobile Horror (Seppo). Hrál Hamleta, knížete Myškina v Idiotovi, Dona Juana, Pána v představení Jakub a jeho pán nebo ošklivého výrostka a chlapce č. 2 v Peer Gyntovi. V sezóně 2012–2013 hraje v představeních např. Řemeslníci (Manfred), Kurz negativního myšlení (Gard), Kdo je tady ředitel? (Ravn) nebo v Gottlandu.
Kamil Halbich je od podzimu 2010 ženatý, má syna Matěje Halbicha. Věnuje se golfu.

## Divadelní role, výběr
- 1997 William Shakespeare: Zkrocení zlé ženy, Druhý lovec, Curzio, Činoherní klub, režie Michal Lang

## Herecká filmografie
- 1994 – Učitel tance (Pepa)
- 1996 – Bumerang
- 2002 – Kožené slunce (brankář Šlemenda)
- 2002 – Útěk do Budína (Hugo)
- 2006 – Grandhotel (doktor)
- 2011 – Smíchov pláče, Brooklyn spí
- 2016 – Zločin v Polné
- 2020 – Modelář

## TV seriály
- 1988 – Chlapci a chlapi (Bílek)
- 1989 – Dobrodružství kriminalistiky (Igor)
- 1994 – Detektiv Martin Tomsa
- 1997 – Zdivočelá země (Svěrka)
- 1997 – Četnické humoresky
- 1998 – Na lavicích obžalovaných justice
- 1999 – Hotel Herbich (Panýrek)
- 2003 – Útěk do Budína (Hugo)
- 2005 – Ulice
- 2008 – Nemocnice na kraji města – nové osudy
- 2012 – Gympl s (r)učením omezeným
- 2014 – České století (Dušan Tříska)
- 2017 – Modrý kód (Kamil Havlena)
- 2019 – Za oponou

## Rozhlasové role
- 2011 – George Tabori: Jak být šťastný a neuštvat se, Český rozhlas, překlad: Magdalena Štulcová, dramaturgie: Hynek Pekárek, režie: Aleš Vrzák. Hráli: Vypravěč a Starý Cvi (Josef Somr), Mladý Šabtaj Cvi (Kamil Halbich), Iokaste (Eliška Balzerová), Oidipus (Jan Dolanský), Don John (Alois Švehlík) a Amanda Lollypop (Pavla Beretová)[2]
- 2016 – William Shakespeare: Sen noci svatojánské, Český rozhlas, překlad: Martin Hilský, rozhlasová adaptace: Klára Novotná, režie: Martina Schlegelová, dramaturgie: Renata Venclová, zvukový design a hudba: Jakub Rataj, produkce: Radka Tučková a Eva Vovesná. Osoby a obsazení: Karel Dobrý (Oberon), Helena Dvořáková (Titanie), Pavla Beretová (Puk), Viktor Preiss (Hrášek), Josef Somr (Hořčička), Jaroslav Kepka (Pavučinka), Miroslav Krobot (Poříz), David Novotný (Klubko), Martin Myšička (Střízlík), Václav Neužil (Píšťala), Hynek Čermák (Fortel), Klára Suchá (Hermie), Tereza Dočkalová (Helena), Petr Lněnička (Lysandr), Jan Meduna (Demetrius), Kamil Halbich (Theseus), Tereza Bebarová (Hippolyta), Jan Vondráček (Egeus) a další[3]
- 2018 – Jules Verne: Ze Země na Měsíc (předseda Impey Barbicane), Český rozhlas, živá rozhlasová inscenace
- 2020 – Alois Jirásek: Lucerna (Dvořan)[4]

## Dabing
- 1995 – Melrose Place, herec Rob Estes (Sam Towler)
- 1995 – Četa, Kevin Dillon (Bunny)
- 1999 – Červený trpaslík, Chris Barrie (Arnold J. Rimmer)
- 1999 – Kult hákového kříže, Edward Norton (Derek Vinyard)
- 2001 – Mizerové, Frank John Hughes (Casper)
- 2002–3 – Pán prstenů, Craig Parker (Haldir)
- 2006 – Casablanca, John Qualen (Berger)